# HTML5 video
HTML5 video es un elemento introducido en la nueva especificación HTML5 para el tratamiento y reproducción de vídeos o películas. Este elemento, remplaza parcialmente al
elemento object. HTML5 Video es concebida por sus creadores para convertirse en la nueva forma estándar para mostrar vídeo en línea,[cita requerida] pero se ha visto obstaculizada por la falta de acuerdo en cuanto a que los formatos de vídeo deben ser compatible con el elemento de vídeo.

## Ejemplos del elemento
El siguiente código incrusta un video del codéc WebM de video dentro de una página web.
```
<
video
 
src
=
"movie.webm"
 
poster
=
"movie.jpg"
 
controls
>

	Lo sentimos, tu navegador no posee soporte para el elemento video de html5

</
video
>

```

## Múltiples Formatos
Se puede usar cualquier número de elementos de fuente de video como se muestra a continuación, para que el navegador que elija automáticamente el archivo a descargar. Alternativamente, la función JavaScript "canPlay()" se puede utilizar para iniciar la reproducción. El atributo "type" especifica el tipo MIME y, posiblemente, una lista de codecs, que ayuda al navegador para determinar si puede decodificar el archivo. Incluso con sólo una opción, las sugerencias de este atributo pueden ser necesaria para algunos navegadores para la consulta de su hipotético marco multimedia para los códecs de terceros. Debido a la falta de un formato de video común, de múltiples fuentes es una característica importante para evitar la necesidad de browser sniffing, que es propenso a errores: dado que el conocimiento que cualquier desarrollador web de los navegadores será inevitablemente incompleta, el navegador en cuestión sabe mejor...

Disponibilidad de formatos multimedia en relación con las cuotas de uso de los navegadores

Esta tabla muestra los formatos de vídeo que probablemente serán soportados por un agente de usuario.
```
<
video
 
poster
=
"movie.jpg"
 
controls
>

	
<
source
 
src
=
"movie.webm"
 
type
=
"video/webm"
 
codecs
=
"vp8.0, vorbis"
 
/>

	
<
source
 
src
=
"movie.ogv"
 
type
=
"video/ogg"
 
codecs
=
"theora, vorbis"
 
/>

	
<
source
 
src
=
"movie.mp4"
 
type
=
"video/mp4"
 
codecs
=
"avc1.4D401E, mp4a.40.2"
 
/>

	
<
p
>
This is fallback content
</
p
>

</
video
>

```